# Aeropuerto Internacional de Minatitlán
El Aeropuerto Internacional de Minatitlán (código IATA: MTT, código OACI: MMMT, código DGAC: MTT) es un aeropuerto internacional declarado así por el presidente Vicente Fox y dado a conocer por la Secretaría de Comunicaciones y Transportes el día 15 de agosto de 2006; se ubica en la localidad de Canticas, municipio de Cosoleacaque, Veracruz a 11 km de distancia de Minatitlán y a 12 km de Coatzacoalcos.
Se encarga del tráfico aéreo de las ciudades de Minatitlán y Coatzacoalcos, principalmente el turismo de negocios que es generado por la industria y empresas instaladas en la región.

## Información
En 1990, el Aeropuerto de Minatitlán se traslada a su nueva ubicación en la localidad de Canticas, municipio de Cosoleacaque.
Por decreto, el nombre oficial del Aeropuerto Internacional de Minatitlán es Aeropuerto Minatitlán y, aunque no se ubique en territorio minatitleco, este se le adjudica oficialmente al municipio.
Luego de firmado el acuerdo de internacionalización, la SCT notificó esta declaratoria a la Organización de Aviación Civil Internacional (OACI), con sede en Montreal, Canadá para su conocimiento.
Popularmente también se le conoce como Aeropuerto de Canticas.
El aeropuerto cuenta con la exclusiva sala VIP, el Caral VIP Lounge.
En 2020, el aeropuerto recibió a 70,295 pasajeros, mientras que en 2021 recibió a 98,544 pasajeros según datos publicados por el Grupo Aeroportuario del Sureste.

### Instalaciones militares
La Estación Aérea Militar N.º 7 son instalaciones de la Fuerza Aérea Mexicana ubicadas en el Aeropuerto de Minatitlán, No cuenta con escuadrones activos asignados. Tiene una plataforma de aviación de 6500 m² (metros cuadrados), 1 hangar y demás instalaciones para el alojamiento de efectivos de la fuerza aérea.

## Especificaciones
El aeropuerto se encuentra situado a una altitud de11 m s. n. m. (metros sobre el nivel del mar). Tiene una superficie de terminal de 12 769 m² (metros cuadrados), una clasificación OACI 4D y una pista de aterrizaje de 2100 m (metros) de longitud y 45 m de ancho, hecha de asfalto, y calles de rodaje de 23 m de ancho, con capacidad de recibir aviones Boeing 757 y de realizar 20 operaciones por hora. La plataforma cuenta con 6 posiciones de desembarque tipo C y 1 posición tipo D, todas fijas. 
El edificio cuenta con dos niveles, en la parte inferior se localiza la sala de documentación, la cual cuenta con un total de 31 mostradores para la atención de los usuarios de las diferentes aerolíneas que prestan sus servicios en este aeropuerto.

## Instalaciones
Servicios de transporte terrestre

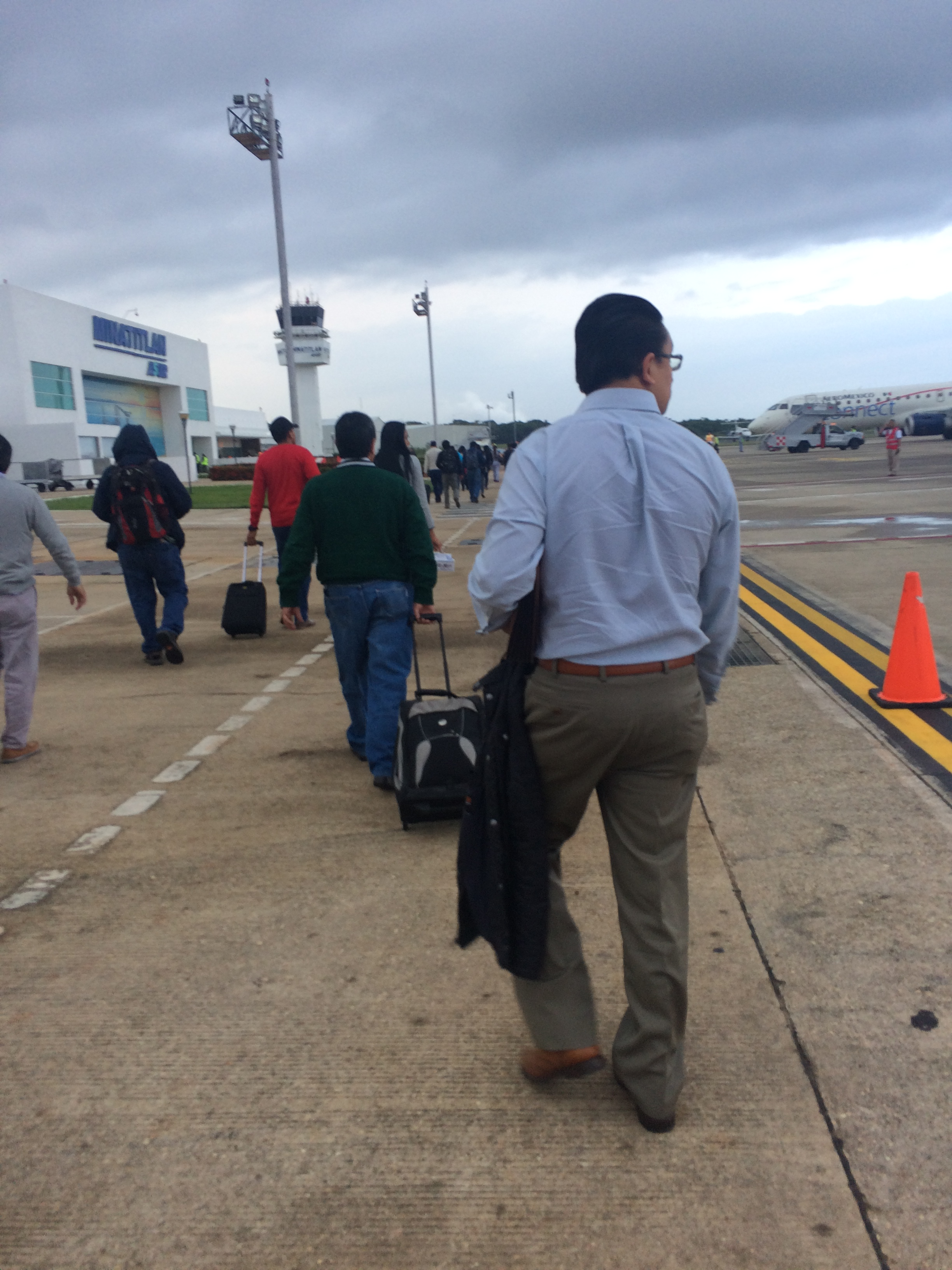
Plataforma del aeropuerto.

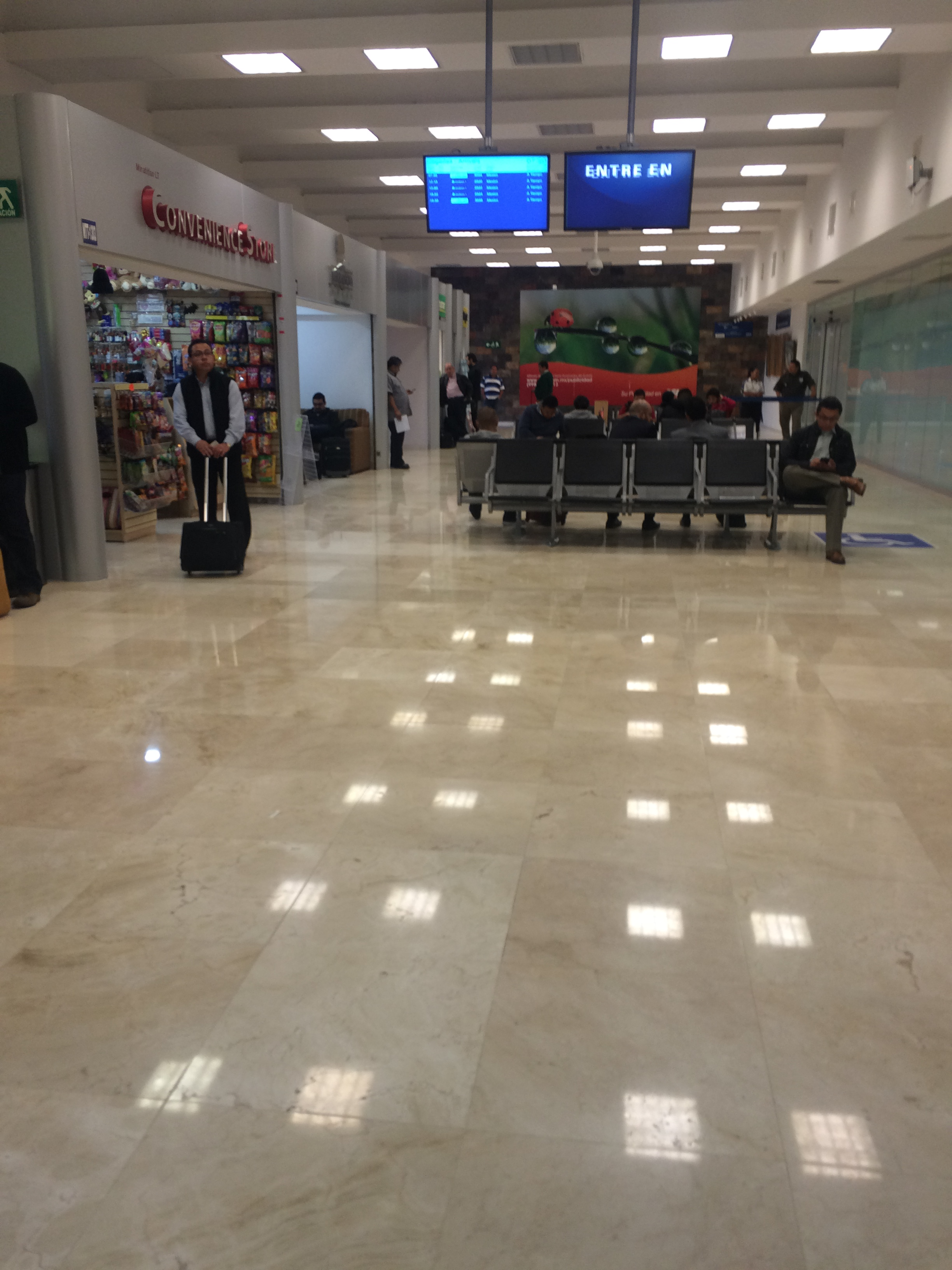
Interior del Aeropuerto de Minatitlán/Coatzacoalcos.

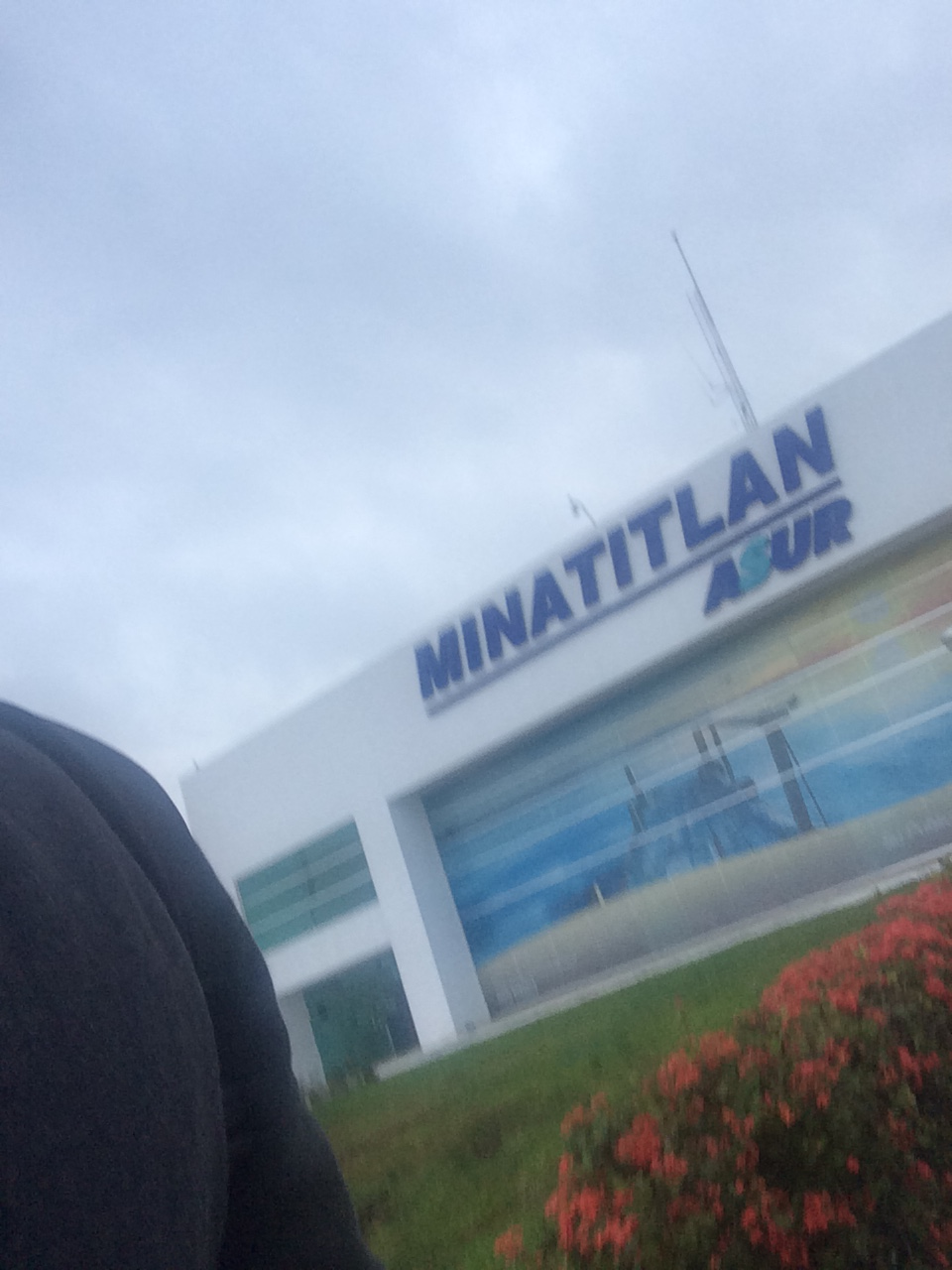
Lado Aire del Aeropuerto de Minatitlán/Coatzacoalcos.

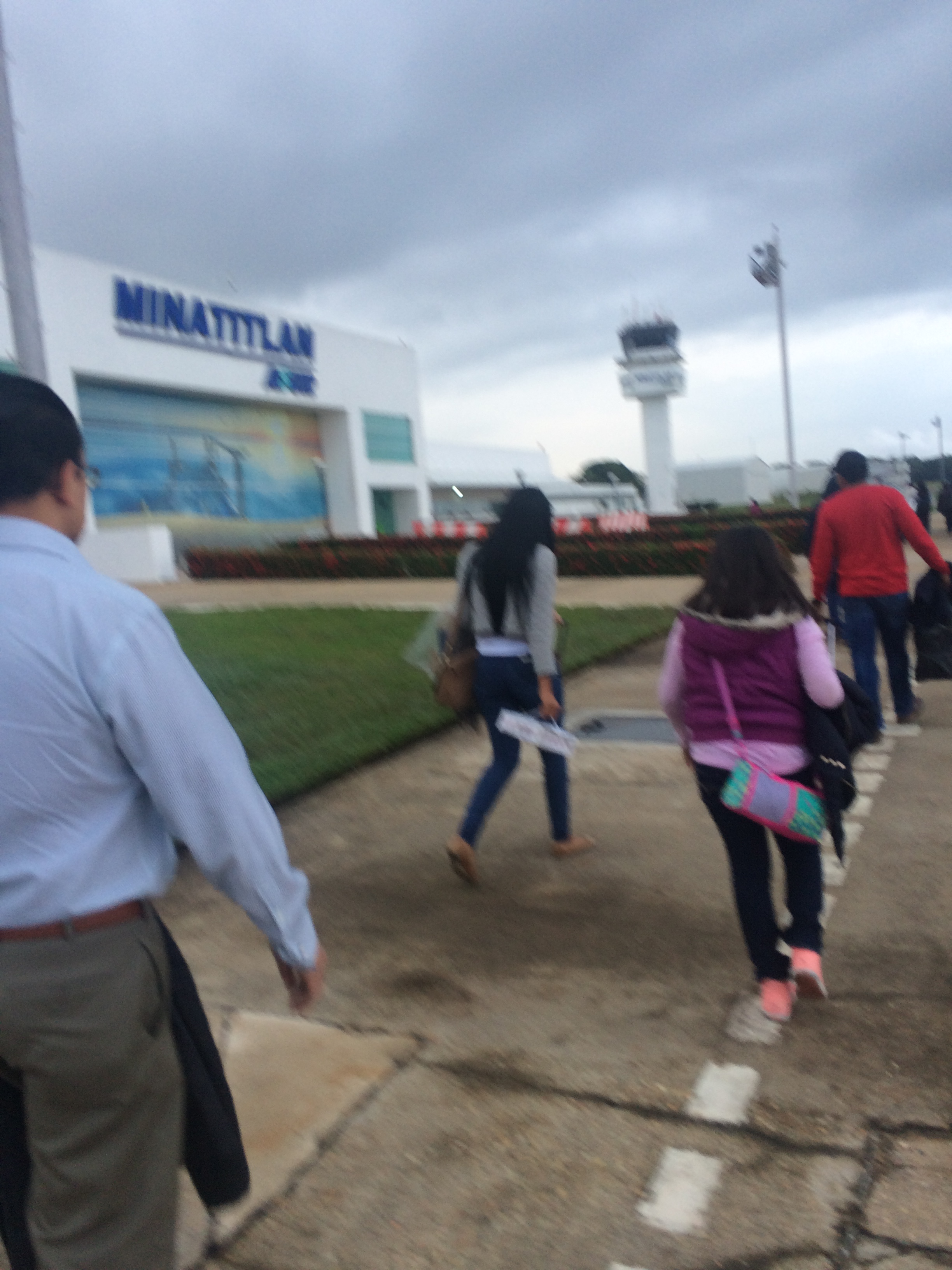
Plataforma del aeropuerto.

- Trasportación terrestre/taxis, miniván.
- Autobuses públicos hacia las principales localidades: Minatitlán, Coatzacoalcos y Cosoleacaque.

Servicios
- Restaurante bar
- Snack bar
- Tiendas tipo Duty
- Arrendadoras de automóviless: Budget, Car Rental, Europcar, Hertz
- Internet wifi
- Servicio médico
- Estacionamiento

## Aerolíneas y destinos

### Pasajeros
| Destinos por aerolínea                                    | Destinos por aerolínea                                                        | Destinos por aerolínea |
| Aerolínea                                                 | Destinos                                                                      |                        |
| --------------------------------------------------------- | ----------------------------------------------------------------------------- | ---------------------- |
| Aeroméxico Connect                                        | Ciudad de México                                                              |                        |
| Aerus                                                     | Ciudad del Carmen (inicia el 1 de septiembre de 2025), Veracruz, Villahermosa |                        |
| Total: 4 destinos (nacionales), 2 aerolíneas (nacionales) |                                                                               |                        |

### Destinos nacionales
Se brinda servicio a 4 ciudades dentro del país a cargo de 2 aerolíneas. El destino de Aeroméxico es operado por Aeroméxico Connect.
| Ciudad de México (MEX)  |   | • |   | 1 |
| Ciudad del Carmen (CME) | • |   |   | 1 |
| Veracruz (VER)          | • |   |   | 1 |
| Villahermosa (VSA)      | • |   |   | 1 |
| Total                   | 3 | 1 | 0 | 4 |

## Estadísticas

### Tráfico anual
| Año  | Pasajeros totales | Cambio en % |
| 2000 | 150 404           | Sin cambios |
| 2001 | 131 229           | 12.74 %     |
| 2002 | 126 009           | 3.97 %      |
| 2003 | 130 900           | 3.88 %      |
| 2004 | 126 497           | 3.36 %      |
| 2005 | 146 485           | 15.80 %     |
| 2006 | 171 890           | 17.34 %     |
| 2007 | 188 877           | 9.88 %      |
| 2008 | 159 138           | 15.74 %     |
| 2009 | 145 956           | 8.28 %      |
| 2010 | 120 975           | 17.11 %     |
| 2011 | 108 521           | 10.29 %     |
| 2012 | 133 235           | 22.77 %     |
| 2013 | 174 885           | 31.26 %     |
| 2014 | 234 749           | 34.23 %     |
| 2015 | 256 431           | 9.23 %      |
| 2016 | 233 242           | 9.04 %      |
| 2017 | 201 219           | 13.7 %      |
| 2018 | 196 786           | 2.2 %       |
| 2019 | 148 159           | 24.7 %      |
| 2020 | 70 295            | 52.6 %      |
| 2021 | 98 544            | 40.2 %      |
| 2022 | 112 018           | 13.7 %      |
| 2023 | 142 118           | 26.9 %      |
| 2024 | 153 659           | 8.1 %       |
| ---- | ----------------- | ----------- |

## Aerolíneas que volaban al AIM
| Aerolíneas                                              |
| ------------------------------------------------------- |
| Aerolitoral, Aeromar, Mexicana, MexicanaClick, Interjet |

## Accidentes e incidentes
- El 8 de octubre de 1951, una aeronave Douglas C-47A-30-DK (DC-3) con matrícula XA-GOR operada por ATSA - Aero Transportes S.A. que operaba un vuelo entre el Aeropuerto de la Ciudad de México y el Aeropuerto de Villahermosa con escala en el Aeropuerto de Minatitlán, se estrelló contra una montaña durante su fase de crucero antes de completar la primera escala, matando a los 4 miembros de la tripulación y a los 6 pasajeros.[9]

- El 3 de julio de 1955, una aeronave Ford 5-AT-D Trimotor con matrícula XA-FON operada por Servicios Aéreos de Chiapas que operaba un vuelo entre el Aeropuerto de Veracruz y el Aeropuerto de Minatitlán tuvo que aterrizar de emergencia cerca de San Andrés Tuxtla tras sufrir una doble falla de motor, dicho aterrizaje causó daños irreparables en la aeronave, por fortuna, todos a bordo sobrevivieron.[10]

- El 17 de mayo de 1967, una aeronave Douglas C-47B-10-DK (DC-3) con matrícula XC-BII operada por PEMEX que realizaba un vuelo ejecutivo entre el Aeropuerto de Poza Rica y el Aeropuerto de Minatitlán se estrelló por causas desconocidas a 13 kilómetros al sureste de la Laguna de Sontecomapan durante su fase de crucero, matando a los 3 tripulantes y a los 4 pasajeros.[11]

- El 26 de julio de 1969, una aeronave Douglas DC-6 con matrícula XA-JOT que operaba el vuelo 623 de Mexicana entre el Aeropuerto de Minatitlán y el Aeropuerto de Villahermosa fue secuestrado poco después de despegar por un joven mexicano llamado David Carrera, quien amenazó con una pistola a la sobrecargo María Eugenia Martínez Luna para que le permitiera pasar a la cabina de pilotos a quienes obligó a desviar el avión al Aeropuerto de La Habana, Cuba. Una vez en La Habana, David Carrera bajó de la aeronave con su cómplice, quienes fueron detenidos por militares cubanos. Unas horas después, el DC-6 partió al Aeropuerto de Mérida, en donde los pasajeros llenaron los trámites migratorios y aproximadamente una hora después de aterrizar en Mérida, la aeronave partió al Aeropuerto de Villahermosa pilotado por otra tripulación.[12][13]

- El 11 de abril de 2000, una aeronave Airbus A320-231 con matrícula F-OHMD operado por Mexicana de Aviación sufrió un incendio mientras repostaba combustible en el Aeropuerto de Minatitlán, causando la pérdida total de la aeronave. Afortunadamente no hubo lesionados.[14]

- El 6 de octubre de 2010, una aeronave Cessna 501 Citation I/SP con matrícula XA-TKY operada por Aviones Taxi AIFE que operaba un vuelo entre el Aeropuerto de Minatitlán y el Aeropuerto de Veracruz se precipitó a tierra durante su ascenso inicial, estrellándose cerca de Coatzacoalcos y matando a los 2 pilotos y a los 6 pasajeros, los cuales eran ejecutivos de la empresa Coppel.[15][16]

- El 20 de septiembre de 2019, una aeronave Piper PA-34-200T Seneca II con matrícula XB-ILL que cubría un vuelo entre el Aeropuerto de Minatitlán y el Aeropuerto de Villahermosa sufrió un fallo de motor durante su ascenso inicial, obligándolo a retornar para realizar un aterrizaje forzoso en el Aeropuerto de Minatitlán en el cual sufrió una excursión de la pista. No hubo lesionados.[17][18]

- El 10 de julio de 2020, una aeronave Learjet 45 con matrícula XA-CAO operada por Aeroparadise S.A. que realizaba un vuelo entre el Aeropuerto de Minatitlán y el Aeropuerto de Toluca, perdió el control tras aterrizar en este último, causando una excursión de la pista y el colapso del tren de aterrizaje de nariz. Los dos tripulantes y los 5 pasajeros sobrevivieron.[19][20][21]

## Aeropuertos cercanos
Los aeropuertos más cercanos son:
- Aeropuerto de Ixtepec (179 km)
- Aeropuerto Internacional Carlos Rovirosa Pérez (186 km)
- Aeropuerto Internacional General Heriberto Jara (205 km)
- Aeropuerto Internacional de Tuxtla (238 km)
- Aeropuerto Internacional Xoxocotlán (259 km)